# Un bellissimo novembre
Un bellissimo novembre is een Italiaanse film van Mauro Bolognini die werd uitgebracht in 1969.
Het scenario is gebaseerd op de gelijknamige roman (1967) van Ercole Patti

## Samenvatting
Allerzielen wordt respectvol en massaal gevierd in Catania. Op de familiebijeenkomst die dag merkt de 17-jarige Nino dat zijn vroeg weduwe geworden moeder Elisa een relatie heeft met oom Concetto. Nino kan maar moeilijk aanvaarden dat zijn moeder een minnaar heeft en hij voelt zich onbegrepen. Op de reünie ontmoet hij daar zijn tante Cettina op wie hij smoorverliefd wordt. Cettina is een beeldschone,levenslustige en erg sensuele 40-jarige vrouw. Nino maakt avances en speels beantwoordt ze die. Voor Cettina is haar neefje een leuk tijdverdrijf tot zij meer dan sympathie voor hem begint te voelen. 

## Rolverdeling
| Acteur            | Personage |
| ----------------- | --------- |
| Gina Lollobrigida | Cettina   |
| Gabriele Ferzetti | Biagio    |
| André Lawrence    | Sasà      |
| Paolo Turco       | Nino      |
| Danielle Godet    | Elisa     |
| Margarita Lozano  | Amalia    |
| Isabella Savona   | Giulietta |
| Jean Maucorps     | Mimi      |
| Corrado Gaipa     | oom Alfio |